# Wilhelm Thywissen

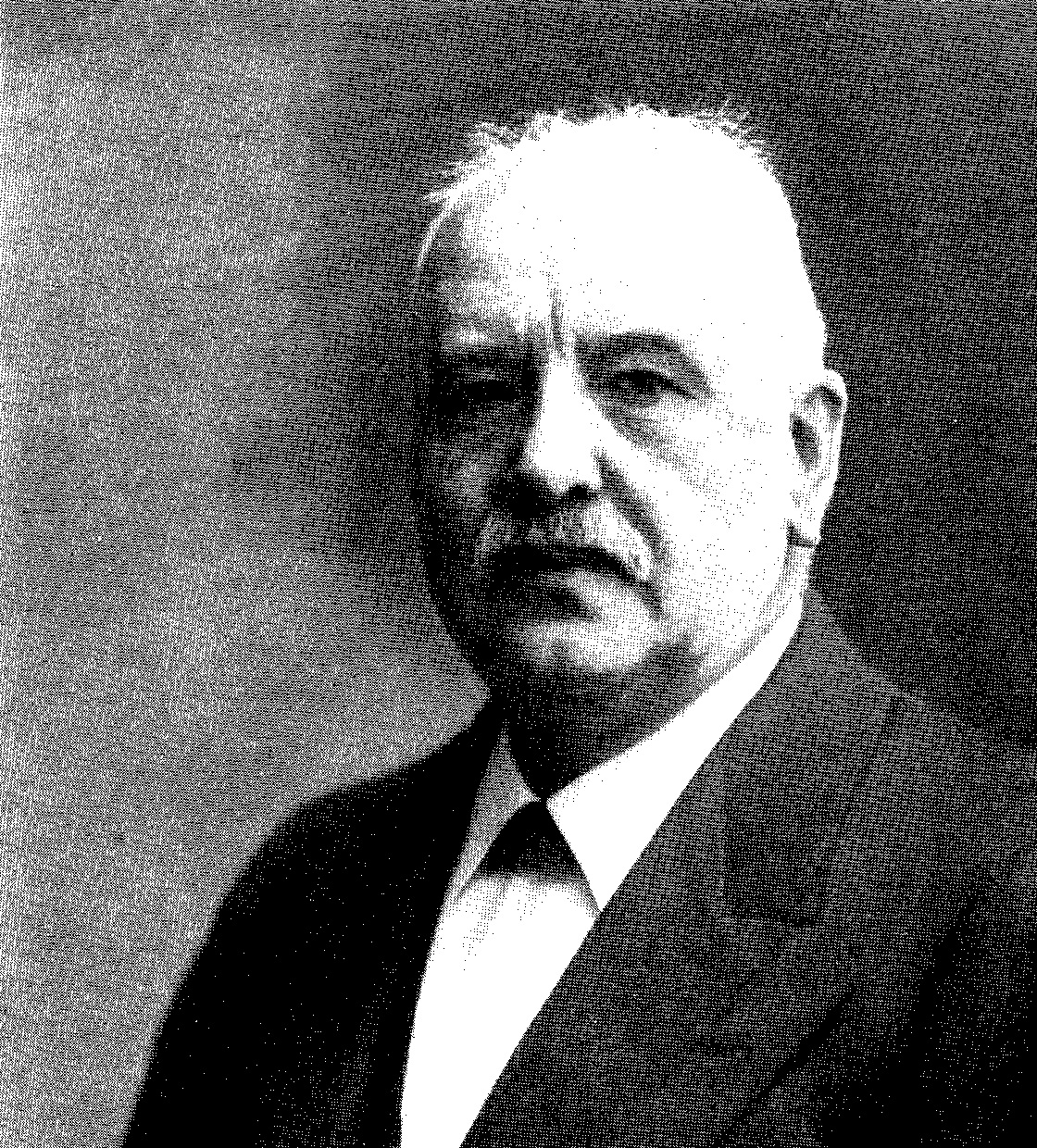
Wilhelm Thywissen

Wilhelm Thywissen (* 26. August 1850 in Neuss; † 4. Juli 1929 ebenda) war ein Neusser Unternehmer, Kommunalpolitiker und Ehrenbürger.

## Unternehmer
Wilhelm Thywissen war ein Sohn des Unternehmers Caspar Thywissen, der in Neuss die Ölmühle Caspar Thywissen mit Ölhandlung betrieb. Er absolvierte ab 1867 eine kaufmännische Ausbildung in der Tuchfabrik der Gebrüder Thywissen in Aachen. Anschließend besuchte er 1869 die Webeschule in Köln-Mülheim und kehrte 1870 in den väterlichen Betrieb in Aachen zurück. 1874 heiratete er Josephine Berger (1849–1919) aus Venlo, mit der er sieben Kinder hatte.
1875 wurden Wilhelm und sein Bruder Hermann (1838–1911) zu Prokuristen der Ölmühle bestellt. Nach dem Tod des Vaters 1879 unterstützten sie die Mutter als Alleininhaberin in der Geschäftsleitung. Am 1. Juli 1888 wurden die Brüder gemeinsam Inhaber der Firma C. Thywissen. 1920 löste ihn sein Neffe Cornelius Thywissen im Vorstand ab.
Wilhelm Thywissen war neben der Leitung des Unternehmens in Neuss auch an anderen Firmen beteiligt und für sie als Ratgeber tätig, u. a. als Aufsichtsratsvorsitzender in der Feuerversicherungsgesellschaft Rheinland AG.

## Kommunalpolitiker
Wilhelm Thywissen wurde erstmals 1878 zum Stadtverordneten gewählt und bekleidete dieses Amt bis zum Jahr 1907. Immer wieder wurde er als Mitglied in verschiedene Ausschüsse und diverse Kommissionen entsandt. Zwischen 1886 und 1924 wählte ihn die Stadtverordnetenversammlung Neuss insgesamt sieben Mal zum unbesoldeten Beigeordneten. Als Beigeordneter vertrat er den Bürgermeister und wurde ab 1898 dessen 1. Stellvertreter. Im Laufe der langjährigen Beigeordnetentätigkeit übernahm er den Vorsitz in der Armenpflegekommission, der Museumskommission, der Promenadenkommission und der Kommission für Mühlen.Interessenten. Zeitweise leitete er die städtische Sparkasse. Als Beisitzer bemühte er sich um die Förderung von Handel und Industrie im Wirtschaftsraum Neuss. So war er an der Ausgestaltung der Hafenanlagen und am Bau der Gleisanschlüsse vom Neusser Bahnhof zu den am Hafen gelegenen Fabriken beteiligt.

## Engagements
Neben dem Beruf engagierte sich Wilhelm Thywissen in kirchlichen Gremien und sozialen und gesellschaftlichen Vereinen, z. B. dem Verein für Gemeinwohl und dem St. Anna-Arbeiterinnen-Verein. Sein kulturelles Interesse war ausgeprägt und sein Engagement beträchtlich. Jahrelang war er Vorstandsmitglied des Neusser »Vereins für Altertumskunde und Geschichte«. 1908 vermachte Pauline Sels, die Witwe von Dr. Clemens Sels, der Stadt Neuss eine umfangreiche Kunstsammlung sowie einen hohen Geldbetrag, mit dem ein Museum in zentraler Lage gebaut werden sollte. In seiner Funktion als Beigeordneter und Leiter der Museumsbaukommission, beaufsichtigte er den Neubau des Museums am Markt, nach der Eröffnung des neuen Museums wurde Thywissen zum Museums-Dezernenten ernannt.
Über das dienstliche Interesse hinaus engagierte er sich persönlich und im Verborgenen durch großzügige Stiftungen und Geschenke an den Altertumsverein, das Museum und das Stadtarchiv. Als Mitglied des Kirchenvorstands von St. Quirin trat er für kirchliche Belange ein. Gemeinsam mit seinen Geschwistern schenkte er im Jahre 1906 ein Grundstück an der Jülicher Straße für die zukünftige dritte Pfarrkirche von Neuss, die Dreikönigenkirche. Seine Stiftung im Jahr 1911 für ein Kirchenfenster war der entscheidende Impuls, moderne Kirchenfenster von Jan Thorn Prikker für die neue Kirche herstellen zu lassen.  Auch dem Schützenwesen war Wilhelm Thywissen verbunden, 1898 wurde er Ehrenmitglied des Neusser Bürger Schützen Vereins.

## Ehrenbürger
Am 22. März 1909 wurde Thywissen mit dem Roten Adlerorden IV. Klasse ausgezeichnet.
Am 28. Mai 1920 wurde ihm der Ehrenbürgerbrief der Stadt Neuss durch Oberbürgermeister Gielen überreicht.